# San Pedro Llano Grande
San Pedro Llano Grande är en ort i Mexiko.   Den ligger i kommunen Heroica Ciudad de Tlaxiaco och delstaten Oaxaca, i den sydöstra delen av landet, 290 km sydost om huvudstaden Mexico City. San Pedro Llano Grande ligger 1 983 meter över havet och antalet invånare är 241.
Terrängen runt San Pedro Llano Grande är huvudsakligen kuperad. San Pedro Llano Grande ligger nere i en dal. Runt San Pedro Llano Grande är det ganska glesbefolkat, med 43 invånare per kvadratkilometer. Närmaste större samhälle är Heroica Ciudad de Tlaxiaco, 12,1 km nordost om San Pedro Llano Grande. I omgivningarna runt San Pedro Llano Grande växer huvudsakligen savannskog.